# Ophioplocus esmarki
Ophioplocus esmarki är en ormstjärneart som beskrevs av George Richard Lyman 1874. Ophioplocus esmarki ingår i släktet Ophioplocus och familjen Ophiolepididae. Inga underarter finns listade i Catalogue of Life.